# Оргла, Айко
Айко Оргла (эст. Aiko Orgla; род. 24 мая 1987, волость Ярва-Яани, Пайдеский район, Эстонская ССР, СССР) — эстонский футболист, вратарь, тренер.

## Биография
Начинал заниматься футболом в командах из Кехтна и Ярва-Яани, входивших в систему таллинской «Флоры». В составе «Ярва-Яани» в 2004 году дебютировал во взрослом футболе в низших лигах. Летом 2005 года перешёл в «Курессааре». Первый матч в высшем дивизионе Эстонии сыграл 21 августа 2005 года против «Валги» (4:2), заменил на 87-й минуте Райта Хансена и за оставшееся время пропустил один гол. До конца сезона отыграл ещё два полных матча, в которых пропустил 13 голов, а его клуб покинул высшую лигу. На следующий год продолжал играть за «Курессааре» в первой лиге.
В 2007 году перешёл в таллинскую «Флору». В сезоне 2007 года сыграл 5 матчей в чемпионате за основной состав и стал серебряным призёром турнира. Также в течение полутора лет выступал за дубль «Флоры». Летом 2008 года перешёл в «Тулевик» и играл за него несколько лет в высшей лиге, в 2011 году клуб был переформирован в ФК «Вильянди». Летом 2011 года на половину сезона вернулся в «Флору», сыграл 8 матчей и стал чемпионом страны. В 2012 году был основным вратарём клуба «Пайде».
В конце 2012 года решил прекратить профессиональную игровую карьеру и был приглашён в «Флору» на должность тренера вратарей, в которой сменил Айна Таммуса, ушедшего в «Левадию». Однако одновременно с тренерской работой во второй половине 2013 года сыграл 6 матчей за «Тулевик» в первой лиге, а затем много лет играл за любительский клуб «Пираая», где иногда выходил на позиции полевого игрока и регулярно забивал с пенальти.
Всего в высшем дивизионе Эстонии сыграл 128 матчей.
Выступал за сборные Эстонии младших возрастов, но не был стабильным игроком основы.
В качестве тренера, помимо работы с вратарями «Флоры», был тренером вратарей различных младших сборных Эстонии. Имеет тренерскую лицензию «С».

## Достижения
- Чемпион Эстонии: 2011
- Серебряный призёр чемпионата Эстонии: 2008
- Обладатель Кубка Эстонии: 2007/08